# Rogożowa Turnia

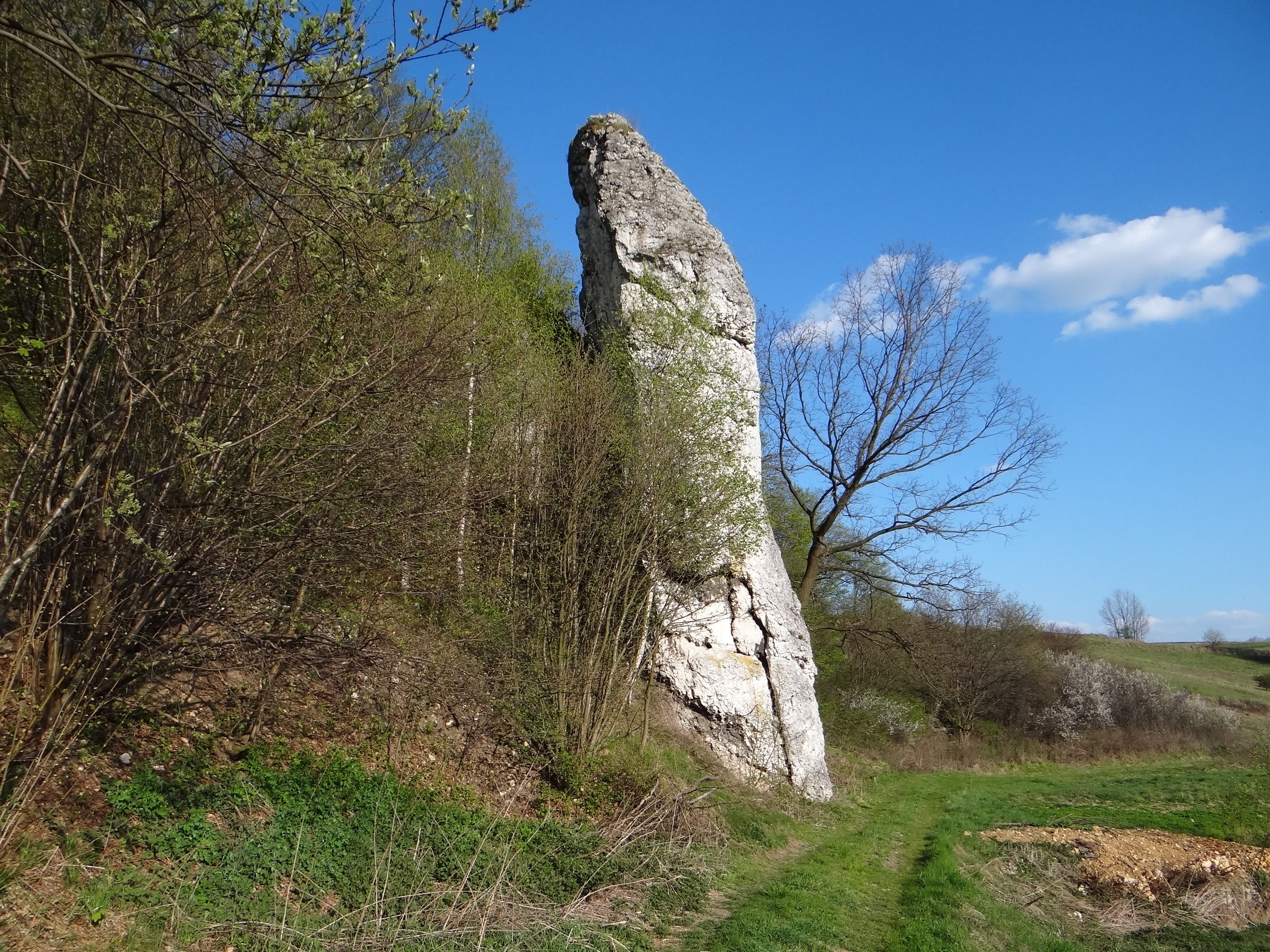
Rogożowa Turnia

Rogożowa Turnia – skała w grupie Rogożowej Skały w miejscowości Przeginia, w województwie małopolskim, w powiecie krakowskim, w gminie Jerzmanowice-Przeginia. Znajduje się na Wyżynie Olkuskiej będącej częścią Wyżyny Krakowsko-Częstochowskiej.
Do Rogożowej Skały można dojść lub dojechać drogą równoległą do drogi krajowej nr 94, prowadzącą od szkoły w Przegini na wschód. Rogożowa Turnia to najbardziej na południe wysunięta wapienna skała w grupie Rogożowej Skały. Znajduje się u podstawy wzniesienia, na obrzeżu lasu. Tuż ponad nią, na szczycie wzniesienia Rogożowej Skały znajdują się dwie skały Brama. Skała ta, i kilka innych w grupie Rogożowej Turni są obiektem wspinaczki, Rogożowa Turnia jednak nie zainteresowała wspinaczy.
U wschodniej podstawy skały znajduje się niewielkie Schronisko w Iglicy,